# Gran Premio motociclistico della Comunità Valenciana 2018
Il Gran Premio motociclistico della Comunità Valenciana 2018 è stato la diciannovesima (diciottesima effettivamente disputata) e ultima prova del motomondiale del 2018. Si è svolto il 18 novembre sul circuito di Valencia e i vincitori sono stati: Andrea Dovizioso per la MotoGP, Miguel Oliveira per la Moto2 e Can Öncü per la Moto3.

## MotoGP
A causa delle avverse condizioni meteorologiche la gara è stata interrotta al 13º giro per poi essere ripresa con lo schieramento di partenza definito dall'ordine di classifica al termine della manche precedente, ed essere disputata su altri 14 giri. Al termine della gara il vincitore è stato l'italiano Andrea Dovizioso, al suo quarto successo stagionale, che ha preceduto gli spagnoli Álex Rins e Pol Espargaró, con quest'ultimo che è riuscito a portare la KTM per la prima volta sul podio nella classe regina. Ininfluente per il titolo iridato piloti, da tempo assegnato a Marc Márquez, ha definito solamente le posizioni alle sue spalle in classifica generale, con Dovizioso piazzatosi al secondo posto e Valentino Rossi al terzo.
Dal punto di vista statistico, quella di Dovizioso è la cinquantesima vittoria nel motomondiale per la Ducati (4 in classe 125 e 46 in MotoGP).

### Arrivati al traguardo
| Pos. | Nº | Pilota           | Squadra                     | Motocicletta       | Giri | Tempo     | Griglia | Punti |
| ---- | -- | ---------------- | --------------------------- | ------------------ | ---- | --------- | ------- | ----- |
| 1º   | 4  | Andrea Dovizioso | Ducati Team                 | Ducati Desmosedici | 14   | 24'03.408 | 3º      | 25    |
| 2º   | 42 | Álex Rins        | Suzuki Ecstar               | Suzuki GSX-RR      | 14   | +2,75     | 2º      | 20    |
| 3º   | 44 | Pol Espargaró    | Red Bull KTM Factory Racing | KTM RC16           | 14   | +7,406    | 6º      | 16    |
| 4º   | 51 | Michele Pirro    | Ducati Team                 | Ducati Desmosedici | 14   | +8,647    | 12º     | 13    |
| 5º   | 26 | Dani Pedrosa     | Repsol Honda                | Honda RC213V       | 14   | +13,351   | 9º      | 11    |
| 6º   | 30 | Takaaki Nakagami | LCR Honda Idemitsu          | Honda RC213V       | 14   | +32,288   | 14º     | 10    |
| 7º   | 5  | Johann Zarco     | Monster Yamaha Tech 3       | Yamaha YZR-M1      | 14   | +32,806   | 11º     | 9     |
| 8º   | 38 | Bradley Smith    | Red Bull KTM Factory Racing | KTM RC16           | 14   | +33,111   | 22º     | 8     |
| 9º   | 6  | Stefan Bradl     | LCR Honda Castrol           | Honda RC213V       | 14   | +36,376   | 20º     | 7     |
| 10º  | 55 | Hafizh Syahrin   | Monster Yamaha Tech 3       | Yamaha YZR-M1      | 14   | +37,198   | 21º     | 6     |
| 11º  | 45 | Scott Redding    | Aprilia Racing Team Gresini | Aprilia RS-GP      | 14   | +44,326   | 24º     | 5     |
| 12º  | 99 | Jorge Lorenzo    | Ducati Team                 | Ducati Desmosedici | 14   | +46,146   | 13º     | 4     |
| 13º  | 46 | Valentino Rossi  | Movistar Yamaha             | Yamaha YZR-M1      | 14   | +52,809   | 16º     | 3     |
| 14º  | 17 | Karel Abraham    | Ángel Nieto Team            | Ducati Desmosedici | 14   | +1'10.628 | 18º     | 2     |
| 15º  | 81 | Jordi Torres     | Reale Avintia Raing         | Ducati Desmosedici | 14   | +1'16.739 | 23º     | 1     |

### Ritirati
| Nº | Pilota            | Squadra                     | Motocicletta       | Giri | Griglia |
| -- | ----------------- | --------------------------- | ------------------ | ---- | ------- |
| 19 | Álvaro Bautista   | Ángel Nieto Team            | Ducati Desmosedici | 7    | 19º     |
| 25 | Maverick Viñales  | Movistar Yamaha             | Yamaha YZR-M1      | 0    | 1º      |
| 9  | Danilo Petrucci   | Alma Pramac Racing          | Ducati Desmosedici | 0    | 4º      |
| 93 | Marc Márquez      | Repsol Honda                | Honda RC213V       | 0    | 5º      |
| 29 | Andrea Iannone    | Suzuki Ecstar               | Suzuki GSX-RR      | 0    | 7º      |
| 41 | Aleix Espargaró   | Aprilia Racing Team Gresini | Aprilia RS-GP      | 0    | 8º      |
| 43 | Jack Miller       | Alma Pramac Racing          | Ducati Desmosedici | 0    | 10º     |
| 21 | Franco Morbidelli | EG 0,0 Marc VDS             | Honda RC213V       | 0    | 15º     |
| 12 | Thomas Lüthi      | EG 0,0 Marc VDS             | Honda RC213V       | 0    | 17º     |

### Non partito
| Nº | Pilota        | Squadra             | Motocicletta       |
| -- | ------------- | ------------------- | ------------------ |
| 10 | Xavier Siméon | Reale Avintia Raing | Ducati Desmosedici |

## Moto2

### Arrivati al traguardo
| Pos. | Nº | Pilota             | Squadra                    | Motocicletta       | Giri | Tempo     | Griglia | Punti |
| ---- | -- | ------------------ | -------------------------- | ------------------ | ---- | --------- | ------- | ----- |
| 1º   | 44 | Miguel Oliveira    | Red Bull KTM Ajo           | KTM                | 25   | 45'07.639 | 10º     | 25    |
| 2º   | 27 | Iker Lecuona       | Swiss Innovative Investors | KTM                | 25   | +13,201   | 21º     | 20    |
| 3º   | 73 | Álex Márquez       | EG 0,0 Marc VDS            | Kalex              | 25   | +22,175   | 16º     | 16    |
| 4º   | 54 | Mattia Pasini      | Italtrans Racing           | Kalex              | 25   | +28,892   | 14º     | 13    |
| 5º   | 87 | Remy Gardner       | Tech 3 Racing              | Tech 3 Mistral 610 | 25   | +30,106   | 17º     | 11    |
| 6º   | 20 | Fabio Quartararo   | HDR Heidrun - Speed Up     | Speed Up           | 25   | +32,126   | 9º      | 10    |
| 7º   | 23 | Marcel Schrötter   | Dynavolt Intact GP         | Kalex              | 25   | +33,086   | 3º      | 9     |
| 8º   | 40 | Augusto Fernández  | Pons HP40                  | Kalex              | 25   | +33,95    | 8º      | 8     |
| 9º   | 5  | Andrea Locatelli   | Italtrans Racing           | Kalex              | 25   | +35,707   | 18º     | 7     |
| 10º  | 24 | Simone Corsi       | Tasca Racing               | Kalex              | 25   | +37,019   | 13º     | 6     |
| 11º  | 77 | Dominique Aegerter | Kiefer Racing              | KTM                | 25   | +43,844   | 24º     | 5     |
| 12º  | 45 | Tetsuta Nagashima  | Idemitsu Honda Team Asia   | Kalex              | 25   | +45,871   | 20º     | 4     |
| 13º  | 4  | Steven Odendaal    | NTS RW Racing GP           | NTS                | 25   | +49,113   | 22º     | 3     |
| 14º  | 42 | Francesco Bagnaia  | SKY Racing Team VR46       | Kalex              | 25   | +53,288   | 4º      | 2     |
| 15º  | 2  | Jesko Raffin       | SAG Team                   | Kalex              | 25   | +1'08.712 | 12º     | 1     |
| 16º  | 32 | Isaac Viñales      | Forward Racing             | Suter MMX2         | 25   | +1'25.666 | 29º     |       |
| 17º  | 18 | Xavier Cardelús    | Marinelli Snipers          | Kalex              | 25   | +1'32.166 | 30º     |       |
| 18º  | 95 | Jules Danilo       | Nashi Argan SAG            | Kalex              | 25   | +1'47.502 | 31º     |       |
| 19º  | 21 | Federico Fuligni   | Tasca Racing               | Kalex              | 24   | +1 giro   | 28º     |       |
| 20º  | 3  | Lukas Tulovic      | Forward Racing             | Suter MMX2         | 24   | +1 giro   | 32º     |       |

### Ritirati
| Nº | Pilota              | Squadra                    | Motocicletta | Giri | Griglia |
| -- | ------------------- | -------------------------- | ------------ | ---- | ------- |
| 66 | Niki Tuuli          | Petronas Sprinta Racing    | Kalex        | 19   | 26º     |
| 97 | Xavi Vierge         | Dynavolt Intact GP         | Kalex        | 13   | 2º      |
| 16 | Joe Roberts         | NTS RW Racing GP           | NTS          | 8    | 19º     |
| 70 | Tommaso Marcon      | HDR Heidrun - Speed Up     | Speed Up     | 7    | 27º     |
| 9  | Jorge Navarro       | Federal Oil Gresini        | Kalex        | 5    | 23º     |
| 41 | Brad Binder         | Red Bull KTM Ajo           | KTM          | 3    | 11º     |
| 22 | Sam Lowes           | Swiss Innovative Investors | KTM          | 3    | 6º      |
| 89 | Khairul Idham Pawi  | Idemitsu Honda Team Asia   | Kalex        | 2    | 15º     |
| 10 | Luca Marini         | SKY Racing Team VR46       | Kalex        | 0    | 1º      |
| 7  | Lorenzo Baldassarri | Pons HP40                  | Kalex        | 0    | 5º      |
| 36 | Joan Mir            | EG 0,0 Marc VDS            | Kalex        | 0    | 7º      |

### Non partito
| Nº | Pilota       | Squadra       | Motocicletta       |
| -- | ------------ | ------------- | ------------------ |
| 14 | Héctor Garzó | Tech 3 Racing | Tech 3 Mistral 610 |

## Moto3

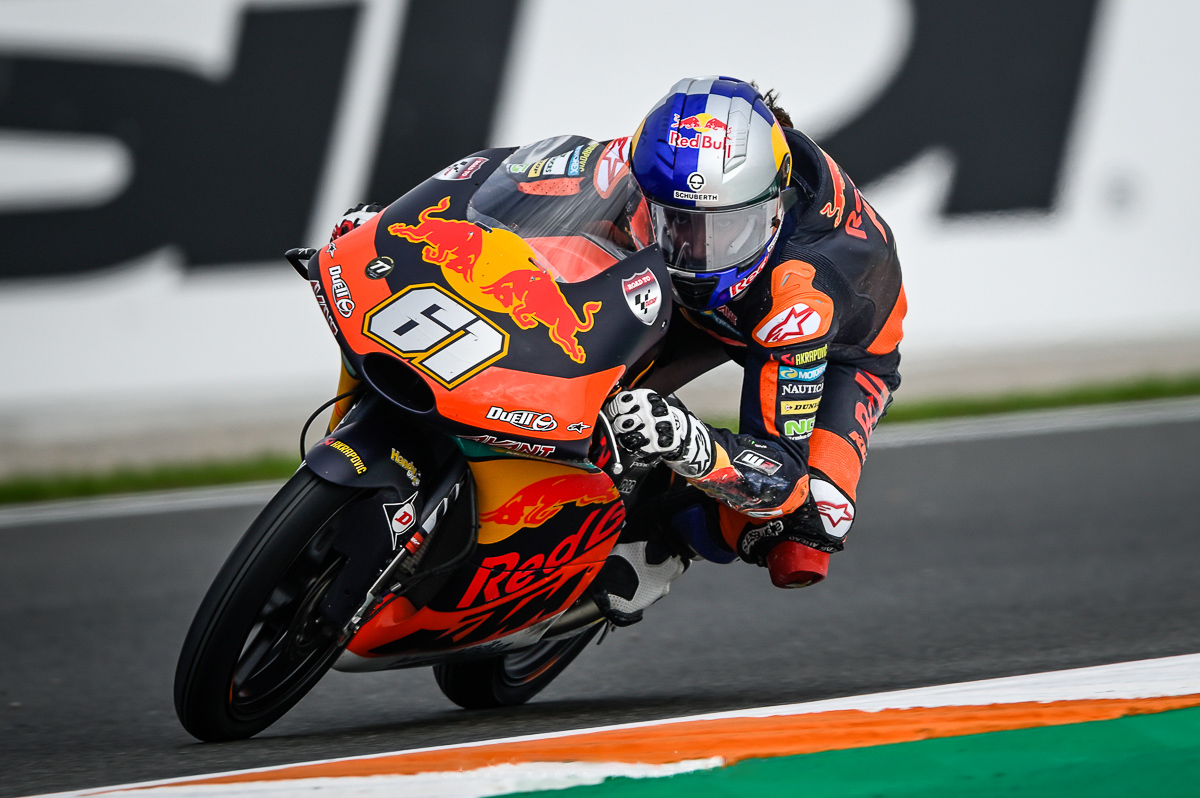
Öncü, vincitore della gara della classe Moto3 all'esordio nel motomondiale

### Arrivati al traguardo
| Pos. | Nº | Pilota                 | Squadra                 | Motocicletta  | Giri | Tempo     | Griglia | Punti |
| ---- | -- | ---------------------- | ----------------------- | ------------- | ---- | --------- | ------- | ----- |
| 1º   | 61 | Can Öncü               | Red Bull KTM Ajo        | KTM RC 250 GP | 23   | 43'06.370 | 4º      | 25    |
| 2º   | 88 | Jorge Martín           | Del Conca Gresini       | Honda NSF250R | 23   | +4,071    | 13º     | 20    |
| 3º   | 17 | John McPhee            | CIP - Green Power       | KTM RC 250 GP | 23   | +6,13     | 3º      | 16    |
| 4º   | 21 | Fabio Di Giannantonio  | Del Conca Gresini       | Honda NSF250R | 23   | +12,897   | 15º     | 13    |
| 5º   | 33 | Enea Bastianini        | Leopard Racing          | Honda NSF250R | 23   | +14,735   | 14º     | 11    |
| 6º   | 5  | Jaume Masiá            | Bester Capital Dubai    | KTM RC 250 GP | 23   | +21,984   | 16º     | 10    |
| 7º   | 23 | Niccolò Antonelli      | SIC58 Squadra Corse     | Honda NSF250R | 23   | +26,641   | 26º     | 9     |
| 8º   | 41 | Nakarin Atiratphuvapat | Honda Team Asia         | Honda NSF250R | 23   | +30,758   | 2º      | 8     |
| 9º   | 42 | Marcos Ramírez         | Bester Capital Dubai    | KTM RC 250 GP | 23   | +33,411   | 7º      | 7     |
| 10º  | 31 | Celestino Vietti       | SKY Racing Team VR46    | KTM RC 250 GP | 23   | +39,008   | 24º     | 6     |
| 11º  | 71 | Ayumu Sasaki           | Petronas Sprinta Racing | Honda NSF250R | 23   | +42,332   | 25º     | 5     |
| 12º  | 81 | Stefano Nepa           | CIP - Green Power       | KTM RC 250 GP | 23   | +48,931   | 29º     | 4     |
| 13º  | 25 | Raúl Fernández         | Ángel Nieto Team        | KTM RC 250 GP | 23   | +54,434   | 10º     | 3     |
| 14º  | 16 | Andrea Migno           | Ángel Nieto Team        | KTM RC 250 GP | 23   | +54,585   | 28º     | 2     |
| 15º  | 84 | Jakub Kornfeil         | Redox PrüstelGP         | KTM RC 250 GP | 23   | +56,424   | 8º      | 1     |
| 16º  | 22 | Kazuki Masaki          | RBA BOE Skull Rider     | KTM RC 250 GP | 23   | +57,222   | 22º     |       |
| 17º  | 19 | Gabriel Rodrigo        | RBA BOE Skull Rider     | KTM RC 250 GP | 23   | +1'00.541 | 23º     |       |
| 18º  | 48 | Lorenzo Dalla Porta    | Leopard Racing          | Honda NSF250R | 23   | +1'35.093 | 20º     |       |
| 19º  | 40 | Darryn Binder          | Red Bull KTM Ajo        | KTM RC 250 GP | 22   | +1 giro   | 19º     |       |
| 20º  | 12 | Marco Bezzecchi        | Redox PrüstelGP         | KTM RC 250 GP | 22   | +1 giro   | 6º      |       |

### Ritirati
| Nº | Pilota         | Squadra                    | Motocicletta  | Giri | Griglia |
| -- | -------------- | -------------------------- | ------------- | ---- | ------- |
| 77 | Vicente Pérez  | Reale Avintia Academy 77   | KTM RC 250 GP | 21   | 12º     |
| 65 | Philipp Öttl   | Südmetall Schedl GP Racing | KTM RC 250 GP | 15   | 27º     |
| 14 | Tony Arbolino  | Marinelli Snipers          | Honda NSF250R | 11   | 1º      |
| 26 | Izam Ikmal     | Petronas Sprinta Racing    | Honda NSF250R | 7    | 30º     |
| 75 | Albert Arenas  | Ángel Nieto Team           | KTM RC 250 GP | 6    | 9º      |
| 27 | Kaito Toba     | Honda Team Asia            | Honda NSF250R | 4    | 21º     |
| 10 | Dennis Foggia  | SKY Racing Team VR46       | KTM RC 250 GP | 1    | 17º     |
| 44 | Arón Canet     | Estrella Galicia 0,0       | Honda NSF250R | 0    | 5º      |
| 72 | Alonso López   | Estrella Galicia 0,0       | Honda NSF250R | 0    | 11º     |
| 24 | Tatsuki Suzuki | SIC58 Squadra Corse        | Honda NSF250R | 0    | 18º     |